# والپاک سنتر (نیوجرسی)
والپاک سنتر (به انگلیسی: Wallpack Center) یک منطقهٔ مسکونی در ایالات متحده آمریکا است که در شهرستان ساسکس، نیوجرسی واقع شده‌است. والپاک سنتر ۱۳۸٫۰۸ متر بالاتر از سطح دریا قرار دارد.